# Historiographie des États-Unis
Cet article recense les débats d’historiens et interprétations portant sur l’Histoire des États-Unis.
Le sujet se distingue en cela de l'article Histoire des États-Unis qu'il permet de distinguer les grands courants descriptifs de son récit national : par exemple, l'interprétation des historiens qui diffèrent dans leur description de la Guerre de Sécession, qui divisa le pays et ses penseurs.
La fondation du pays est marquée par l'interprétation du Mythe de la Frontière instauré par la thèse de Turner introduite dès 1893. Dès lors, cette interprétation historique associant esprit pionnier et innovation est devenue un gimmick incontournable en politique.

## Thématiques constituantes
Les grandes thématiques phares structurant l'Histoire du pays sont abordées :
1. Historiographie de la Révolution américaine
2. Historiographie de la guerre de Sécession
3. Historiographie de la Seconde Guerre mondiale
4. Historiographie de la guerre du Viêt Nam
5. Historiographie de la Guerre froide, (en) (Historiography of the Cold War)

## Découpes
Les articles et les clivages historiographiques et/ou géopolitiques :
1. Histoire coloniale des États-Unis (XVIe siècle - 1763) ; 1763 : proclamation de George III établissant les treize colonies anglaises
2. 1776 : indépendance des États-Unis d'Amérique
3. Histoire des États-Unis de 1776 à 1865 ; 1865 : début de l'ère de la Reconstruction mettant fin à la Sécession
4. Histoire des États-Unis de 1865 à 1918 ; 1918 : fin de la Première Guerre mondiale
5. Histoire des États-Unis de 1918 à 1945 ; 1945 : fin de la Seconde Guerre mondiale
6. 1937 : Réélection de Franklin Delano Roosevelt
7. (Histoire des États-Unis de 1937 à 1943) ; 1943 : conférences de Casablanca et de Téhéran
8. Histoire des États-Unis de 1945 à 1964 ; 1964 : incident du Tonkin ⇒ amplification de la guerre du Viêt Nam
9. Histoire des États-Unis de 1964 à 1980 ; 1980 : amorce de la révolution conservatrice, America is Back (présidence Reagan)
10. Histoire des États-Unis depuis 1980

La découpe liée au discours de George GW Bush sur le nouvel ordre du Monde induit deux articles séparés en anglais :
1. (en) History of the United States (1980–1991)
2. (en) History of the United States (1991–present)

## Interprétations multiples
Un grand contributeur de l'interprétation du récit national sur l'Histoire américaine fut Howard Zinn (disparu début 2010), auteur d'une Une Histoire populaire des États-Unis présentant sous l'angle de la contre-culture des faits soigneusements éludés par l'histoire officielle telle que dispensée dans les programmes d'enseignement classiques ; son livre donne égalemnent la part belle à la perspective des minorités, notamment le thème de l'accès aux droits civiques des noirs. L'œuvre connut plusieurs éditions outre-atlantique et fut reprise dernièrement en bandes dessinées en français sous le titre Histoire populaire de l'Empire américain.
Les débats deviennent soudain plus emportés lorsque la période étudiée devient la guerre du Viêt Nam. Le sujet concerne la difficile approche du révisionnisme historique (en) (Historical revisionism) ; il se trouve un courant de pensée conservateur aux États-Unis, notamment parmi la communauté des vétérans de guerre, qui signale que la guerre du Viêt Nam fut, au bout du compte, une victoire américaine, puisque composante historique de la défaite globale du bloc communiste sur une période de 40 ans. Souligner ce type de posture vient bien sûr conforter les interlocuteurs dans l'idée que jamais les États-Unis ne perdirent un conflit dans lequel ils s'étaient engagés ; tout étant affaire d'interprétation.